# Heber Springs
Heber Springs è una località degli Stati Uniti d'America, capoluogo della contea di Cleburne, nello Stato dell'Arkansas.